# Britta Teuerle-Lange
Britta Teuerle-Lange (* 3. Januar 1969 in Berlin) ist eine deutsche Politikerin der CDU.

## Berufliche Laufbahn
Teuerle legte 1988 ihr Abitur ab und begann danach die Ausbildung zur Speditionskauffrau, nach dem Abschluss arbeitete sie im Ausbildungsbetrieb als Disponentin. 1991 ging sie zu BMW, wo sie in Spandau in die Motorrad-Sparte einstieg und als Exportkauffrau arbeitete. Nebenher legte sie bei der IHK Berlin die Prüfung zur Verkehrswirtin ab, gefolgt von einem Abendstudium mit dem erfolgreichen Abschluss als Verkehrsfachwirtin. Es folgten Tätigkeiten als Verwaltungs- und Kaufmännische Leiterin sowie als Office Managerin bei mehreren Sozietäten.

## Politik
1986 trat Teuerle in die Junge Union ein, in der sie anfangs als geschäftsführende Kreisvorsitzende in Charlottenburg amtierte. 1987 stieg sie in den CDU-Ortsverband Westend ein, in dem sie die Posten der Schatzmeisterin und der stellvertretenden Ortsvorsitzenden ausübte. Sie war zudem Mitglied des Kreisvorstandes im Bezirk Charlottenburg-Wilmersdorf. Von 1995 bis 1999 gehörte sie der Bezirksverordnetenversammlung Charlottenburg an. Im November 2005 rückte sie in das Berliner Abgeordnetenhaus nach, da Monika Grütters in den Bundestag gewählt wurde. Teuerle-Lange war Mitglied der Ausschüsse für Stadtentwicklung und Umweltschutz sowie für Verwaltungsreform, Kommunikations- und Informationstechnik, schied aber am Ende der Legislaturperiode im September 2006 aus.